# Speed of Light
Speed of Light er et album fra den amerikanske sanger og skuespiller Corbin Bleu. 
Det blev udgivet i marts 2009.

## Numre
1. "Moments That Matter"
2. "Fear of Flying"
3. "Angels Cry"
4. "My Everything"
5. "Paralyzed"
6. "Willing to Go"
7. "Speed of Light"
8. "Champion"
9. "Close"
10. "Whatever It Takes"
11. "Rock 2 It"
12. "Celebrate You"
13. "Bodyshock"